# Professeur Frink
Vous lisez un « bon article » labellisé en 2012.
Pour les articles homonymes, voir Frink.
Le Professeur Jonathan I.Q. Nerdelbaum Frink, Jr. dit John Frink, Jr. ou encore Professeur Frink, est un personnage de la série télévisée d'animation Les Simpson. Il est doublé en version originale par Hank Azaria, en version française par Gilbert Levy et en version québécoise par Gilbert Lachance. Il apparaît pour la première fois dans le dix-septième épisode de la deuxième saison, Un amour de grand-père. Frink est un scientifique et professeur ringard résidant à Springfield. Il est extrêmement intelligent malgré la sorte de folie qui l'habite et ses inaptitudes sociales. Frink tente souvent d'utiliser ses étranges inventions pour aider la ville lors de périodes de crise, mais en général elles ne font qu'empirer les choses. Sa manière de parler, notamment ses cris impulsifs de mots inexistants, est devenue sa marque de fabrique, caractéristique de la maladie de Gilles de la Tourette[réf. nécessaire].
Initialement, Frink est dépeint comme un savant fou et diabolique. Lorsque Hank Azaria, le doubleur américain, improvise la voix du personnage, il s'inspire du personnage de Julius Kelp dans le film Docteur Jerry et Mister Love. L'équipe de la série aime cette voix et décide donc de changer Frink de manière qu'il ressemble plus à Julius Kelp, à la fois en apparence et dans sa personnalité. Il devient ainsi plus ringard et passe de diabolique à « simplement » fou. En 2003, Jerry Lewis est invité à incarner le père de Frink dans l'épisode Simpson Horror Show XIV.
Le professeur reçoit de nombreuses critiques positives, notamment pour ses inventions bizarres. Il apparaît dans de nombreuses listes de personnages secondaires des Simpson préférés. Frink est utilisé dans d'autres médias liés à la série, comme les bandes dessinées, les jeux vidéo et même dans le cinéma dynamique du parc Universal Studios Florida. La popularité du personnage l'a même conduit à donner son nom à un langage de programmation informatique créé en 2001, le langage Frink.

## Rôle dansLes Simpson
John Frink est le plus souvent dépeint comme le stéréotype du scientifique, inventeur et mathématicien ringard, fou et socialement inapte,,. Il porte des lunettes très épaisses, une blouse blanche,, un pantalon rose et il a des dents de lapin,. Frink est professeur à l'Institut Supérieur de Technologie de Springfield et possède son propre observatoire astronomique. Il a un quotient intellectuel de 197 et fait partie de la Mensa de Springfield,. En général Frink est très poli et amical. Lorsqu'il est excité, il utilise un charabia incompréhensible à la manière de Jerry Lewis,, ou des mots sans rapport avec la situation,. En français ces charabias ont été remplacés par des expressions désuètes comme « enfer et damnation ! » ou « diantre ! », ou par des chants incompréhensibles. À l'occasion il aime rappeler l'importance de se souvenir de « compter la retenue » dans divers calculs mathématiques,. Parfois, lorsqu'il délire, il enchaîne sans faire de pauses de longues phrases incohérentes. Frink a également tendance à sur-compliquer les choses simples, par exemple lorsqu'il parle de la relation qu'il entretient avec son père, il déclare : « Ma mère disait toujours qu'on s'entendait comme des positrons et des antineutrons ! ». Il aime aussi inventer des terminologies scientifiques pour parler de concepts divers, par exemple il conseille à Homer Simpson d'apprendre la « microcalifragilistique » avant de commencer à créer des inventions.
Frink essaye toujours de trouver le moyen d'utiliser ses inventions pour aider la ville à surmonter les crises, mais le plus souvent celles-ci ne font qu'empirer la situation ou sont tout bonnement inutilisables, comme sa perceuse géante dans Les Simpson, le film. La plupart de ses inventions ne fonctionnent pas bien ou n'ont pas une réelle utilité,,. Il est, entre autres choses, l'inventeur du surgrenouillateur,, des claquettes à puce,, le détecteur de sarcasmes,, les écouteurs-hamburgers,, la pilule de « 8 mois après », ou encore une machine capable de couper toutes les matières,. Parmi les inventions infructueuses du professeur, peuvent être citées l'avion téléguidé pour enfants qui s'est écrasé ou la maison anti-cambrioleur qui sort ses jambes et s'enfuit lors d'un danger, qui est tombée au sol et s'est consumée. En tant que scientifique le professeur Frink a découvert et soigné la « maladie de Frink » et a créé l'élément chimique « Frinkonium ». Il maîtrise aussi l'astronomie au point de pouvoir prédire avec précision l'avenir. Il est aussi capable de voyager dans le temps.
Le professeur a un fils qui apparaît pour la première dans l'épisode Le Retour du frère prodigue lors d'une convention sur les produits pour les bébés et les enfants en bas-âges. Pendant cette convention il teste l'invention de son père, un avion téléguidé avec lequel il s'échappe par la fenêtre de l'immeuble avant de s'écraser. Il revient dans l'épisode Robotflop où il pilote un robot lors d'une bataille. Dans la série le professeur Frink fait parfois mention de sa femme,, mais on se moque aussi souvent de lui en disant qu'il a eu très peu de contact avec des femmes dans sa vie,.
Frink apparaît souvent dans les épisodes spécial Halloween des Simpson,,, qui ne sont pas canoniques et permettent de sortir de la routine de la série. Les inventions bizarres de Frink et sa compréhension de la physique de pointes correspondent bien à ces intrigues surnaturelles. L'épisode Simpson Horror Show VIII présente une parodie du film de David Cronenberg sorti en 1986, La Mouche. Bart entre dans le téléporteur de Frink avec une mouche, ce qui a pour conséquence une mutation entre ces gènes et ceux de l'insecte. Dans l'épisode Simpson Horror Show XIV, on apprend que le père de Frink est mort tué par un requin. Il décide alors de le ressusciter en rassemblant les parties de son corps. Malheureusement l'homme décide de voler d'autres parties du corps sur d'autres personnes afin de devenir plus puissant,. Plus tard dans l'épisode, Frink apprend qu'il a remporté le Prix Nobel de chimie,.

## Personnage

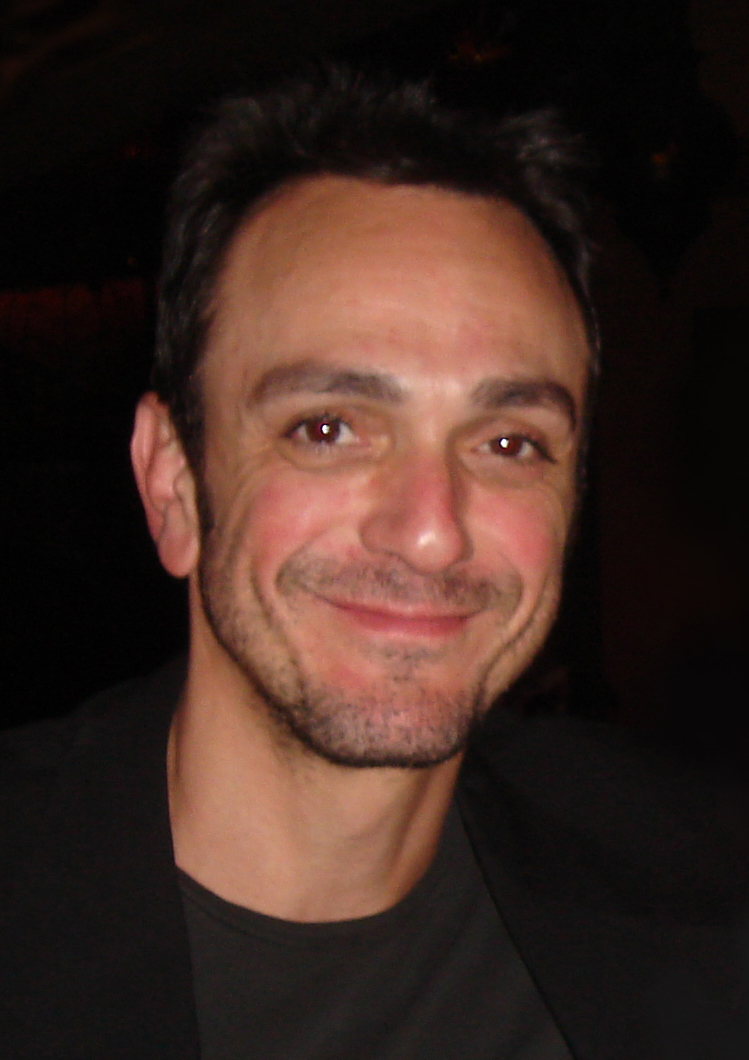
Hank Azaria, la voix américaine du professeur Frink.

Le professeur Frink apparaît pour la première fois dans l'épisode de la deuxième saison, Un amour de grand-père, diffusé le 28 mars 1991 aux États-Unis et le 22 juin 1991 en France,. Dans cet épisode, Abraham Simpson hérite de 106 000 dollars à la suite de la mort de son ex-petite amie. Il décide alors de répartir cet argent entre les personnes qui en ont besoin. Ainsi il tient des interviews pour savoir qui sont les plus nécessiteux. Dans une de ces interviews, Frink présente au grand-père sa toute dernière invention, le « rayon de la mort », déclarant que ce « n'est qu'un prototype. Mais avec un financement approprié, j'ai bon espoir qu'un jour cet appareil puisse détruire une ville comme New York », ce à quoi Abraham répond : « Je veux aider les gens, pas les tuer voyons ! » et Frink rétorque : « Pour être franc, c'est vrai que le rayon ne peut avoir que des applications diaboliques. Ha, c'est ma femme qui sera contente, depuis le premier jour elle déteste mon rayon de la mort ».

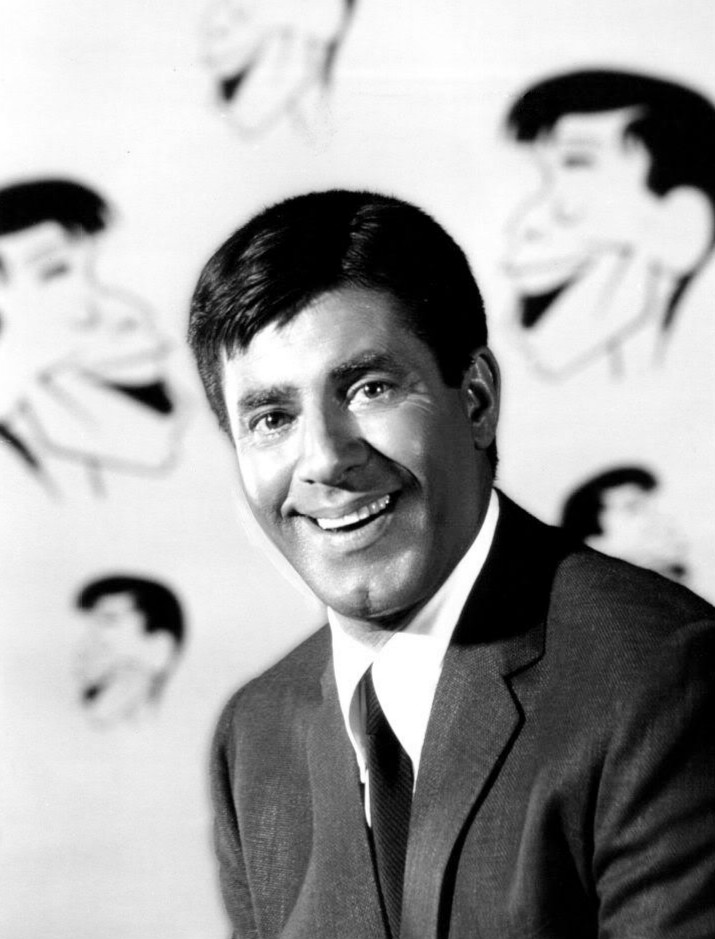
Julius Kelp, personnage joué et créé par Jerry Lewis a inspiré le professeur Frink.

Dans le script original, Frink était bien plus méchant, mais lorsque Hank Azaria improvise une voix pour ce personnage, il s'inspire du personnage créé par Jerry Lewis dans le film sorti en 1963, Docteur Jerry et Mister Love, Julius Kelp. L'équipe pense alors que le professeur devrait être plus une parodie de ce personnage. Julius Kelp, est ringard, fou mais pas méchant, et il rate toujours ses expériences. Ainsi Frink devient plus à son image au fur et à mesure que la série avance,. Le créateur des Simpson, Matt Groening, a déclaré dans un article du TV Guide qu'« il était un savant fou jusqu'à ce que Hank fasse sa voix, et que soudain il devienne le personnage de Docteur Jerry et Mister Love. Ce que j'aime chez Hank c'est ça, vous lui donnez une simple réplique, d'ailleurs la plupart de ses personnages n'ont que très peu de répliques, et ça lui suffit pour leur donner vie. À chaque fois ». Au départ Frink n'avait pas ses dents de lapin, elles ont été ajoutées plus tard pour le faire encore plus ressembler au personnage de Jerry Lewis. Son nom lui vient du scénariste de télévision, John Frink, qui est plus tard engagé dans l'équipe des Simpson. Les paroles absurdes que prononce parfois Frink sont appelées dans les scripts « bruit de Frink ».
Hank Azaria, Gilbert Levy et Gilbert Lachance, respectivement les doubleurs américain, français et québécois du professeur Frink prêtent tous trois leur voix au personnage depuis sa première apparition,,. Parmi les nombreux personnages auxquels Hank Azaria donne sa voix, Frink est son préféré car il admirait Jerry Lewis dans ses jeunes années et il aimait beaucoup imiter la voix de Julius Kelp,,,. Il déclare : « une fois que vous commencez à parler comme [Julius Kelp] c'est vraiment dur de s'arrêter. À chaque nouvelle prise, je vais le faire encore plus bête, c'est toujours comme ça. Je vais ajouter de plus en plus de bruits stupides. Si l'équipe me laissait faire, il tournerait au ridicule ».
En hommage à Jerry Lewis, Hank Azaria propose que dans le segment Frinkenstein de l'épisode Simpson Horror Show XIV, où Frink relève son père d'entre les morts, l'acteur soit invité à incarner le père,. Dans une critique de l'épisode, diffusée en novembre 2003, Robert Bianco du USA Today écrit qu'il est difficile de reconnaître si l'on entend Frink ou son père : « Azaria double Frink avec une telle imitation fidèle de Lewis qu'il est parfois difficile de dire lequel des deux savants fous est en train de parler ». Le journaliste du Knoxville News Sentinel, Terry Morrow déclare aussi que « d'entendre Lewis faire Azaria faire Lewis est une hallucinante torture, le genre de choses pour lesquelles les irréductibles fans des Simpson vivent ».

## Accueil
Le professeur Frink est un personnage populaire des Simpson qui a reçu de nombreuses critiques positives. Mark Hughes Cobb du Tuscaloosa News affirme qu'il s'agit de son personnage secondaire préféré de la série. Robert Philpot du Fort Worth Star-Telegram classe le professeur parmi les cinq meilleurs personnages secondaires des Simpson, écrivant que « le savant fou de Springfield est un triomphe du style sur le fond, avec Hank Azaria qui lui donne une voix volée à celle de Jerry Lewis vous rappelant pourquoi, avant, nous pensions que Lewis était drôle ». Dans leur liste des vingt-cinq meilleurs personnages périphériques des Simpson, les membres de l'équipe d'IGN, Eric Goldman, Dan Iverson et Brian Zoromski, classent le professeur Frink à la quatorzième place commentant qu'il s'intègre parfaitement dans l'univers des Simpson « comme le brillant savant fou de la ville ». Ils soulignent une scène de l'épisode Il faut Bart le fer tant qu'il est chaud, dans laquelle Frink devient un professeur de maternelle suppléant et vole le jouet d'un enfant, parce que selon lui il ne « l'apprécierai[t] pas à sa juste valeur ». Nick Griffiths du Radio Times, pense lui aussi que Frink est l'un des meilleurs personnages de la série, déclarant qu'il a « toujours aimé le professeur Frink », particulièrement à cause de son apparence, de son charabia, de sa surexploitation du mot « le », et en raison de ses inventions telles que le téléporteur qui transforme Bart en un personnage mi-homme mi-mouche. David Hollingworth du Sydney Morning Herald intègre Frink dans sa liste des « grandes figures de la technologie à la télévision », écrivant qu'en plus d'être intelligent, le professeur est surtout connu pour ses « récurrentes répliques idiosyncrasiques ». Joe Rhodes de TV Guide déclare que la réplique suivante est la plus mémorable des répliques du professeur : « Excusez-moi d'être en retard, il y a eu des problèmes au labo. Il y a eu une explosion, ça courait de partout, ça hurlait et un singe m'a arraché mes lunettes »,.
Plusieurs critiques commentent aussi les inventions de Frink. Patrick Goss du département Tech & Gadget de MSN écrit que « quand il s'agit de gadgets, Frink est le roi », et il présente le « rayon de la mort » comme l'un des grands gadgets des Simpson. Il ajoute aussi qu'il ne s'agit pas « d'un des plus grands succès de Frink » car il ne reçoit pas le financement dont il avait besoin de la part d'Abraham Simpson. Sur la même liste, Goss présente aussi l'automaphone, la machine pour faire des glaces intra-bovines et les écouteurs-hamburgers,. Dans une biographie de Frink sur le site UGO Network il est dit : « Que serait la ville sans la voix et les pitreries inspirées par Jerry Lewis / Julius Kelp ? Plus sûre certainement. Les inventions du professeur John Frink vont des plus attrayantes aux plus destructives. Qui peut oublier ses écouteurs-hamburger ? Ou son dispositif de téléportation responsable de l'échange entre la tête de Bart et celle d'une mouche ? ». Enfin, Howard Waldrop et Lawrence Person de l'équipe du Locus classent la scène du film des Simpson dans laquelle Frink présente sa foreuse, comme l'une des scènes les plus amusantes du film.

## Produits dérivés et influence
Le professeur Frink apparaît dans de nombreux produits dérivés issus des Simpson, comprenant certains numéros des bandes dessinées des Simpson,,, le cinéma dynamique The Simpsons Ride à l'Universal Studios Florida, et des jeux vidéo comme The Simpsons Wrestling, The Simpsons: Road Rage, The Simpsons: Hit and Run et Les Simpson, le jeu. En octobre et novembre 2002 il est présent dans les menus pour enfants de Burger King sous la forme d'une figurine articulée inspirée par Halloween,. Frink fait aussi la première de couverture du TV Guide daté du 16 octobre 2000. Il sort aussi avec les figurines de la sixième série World of Springfield de la société Playmates, en septembre 2001, accompagné de tubes à essai, d'un bloc de papier, d'une fiole et d'un casque.
Le professeur Frink a aussi une influence sur le monde de la science.  Le langage Frink, un langage de programmation, est nommé d'après lui. Selon le créateur du langage, il est « conçu pour effectuer des calculs physiques simples, pour aider à certifier que les réponses sortent correctement, et pour faire des outils qui soient vraiment utiles dans le monde réel. Il permet de suivre les unités de mesure (pieds, mètres, kilogrammes, watts, etc.) à travers tous les calculs, permettant de mélanger les unités de mesure avec une transparence hors-norme, et il permet de facilement vérifier que les réponses obtenues sont exactes ».

### Épisodes
1. 1 2 3  Simpson Horror Show XIV. John Swartzwelder et Steven Dean Moore. Les Simpson, saison 15, épisode 1.
2. ↑  J'y suis, j'y reste. David X. Cohen et Susie Dietter. Les Simpson, saison 7, épisode 23.
3. 1 2  Les Gros Q.I.. Matt Selman et Pete Michels. Les Simpson, saison 10, épisode 22.
4. 1 2 3  La Chasse au sucre. Carolyn Omine et Mark Kirkland. Les Simpson, saison 13, épisode 8.
5. ↑  Pour quelques milliards de plus. Ian Maxtone-Graham et Swinton O. Scott III. Les Simpson, saison 9, épisode 20.
6. ↑  Itchy et Scratchy Land. John Swartzwelder et Wes Archer. Les Simpson, saison 6, épisode 4.
7. ↑  La Dernière Invention d'Homer. John Swartzwelder et Mark Kirkland. Les Simpson, saison 10, épisode 2.
8. ↑  L'amour ne s'achète pas. John Swartzwelder et Mark Ervin. Les Simpson, saison 10, épisode 21.
9. ↑  Tais-toi et danse !. Julie Thacker et Nancy Kruse. Les Simpson, saison 11, épisode 20.
10. 1 2 3 4  Tous les huit ans. Matt Warburton et Chuck Sheetz. Les Simpson, saison 18, épisode 13.
11. ↑  Les Simpson, le film. David Silverman, Les Simpson, 2007.
12. 1 2 3  Le Retour du frère prodigue. John Swartzwelder et Rich Moore. Les Simpson, saison 3, épisode 24.
13. ↑  Erreur sur la ville. John Swartzwelder et Jim Reardon. Les Simpson, saison 5, épisode 11.
14. ↑  Future Drama. Matt Selman et Mike B. Anderson. Les Simpson, saison 16, épisode 15.
15. ↑  Robotflop. Dan Greaney, Allen Glazier et Lauren MacMullan. Les Simpson, saison 15, épisode 9.
16. 1 2  Un amour de grand-père. Jay Kogen, Wallace Wolodarsky et David Silverman. Les Simpson, saison 2, épisode 17.
17. ↑  La Vieille Peur d'Homer. Ian Maxtone-Graham et Steven Dean Moore. Les Simpson, saison 13, épisode 5.
18. ↑  22 courts-métrages sur Springfield. Greg Daniels et Jim Reardon. Les Simpson, saison 7, épisode 21.
19. ↑  Le Gros Petit Ami de Lisa. Mike Scully et Susie Dietter. Les Simpson, saison 8, épisode 7.
20. ↑  Le Miracle de Maude. Julie Thacker et Chuck Sheetz. Les Simpson, saison 12, épisode 19.